# しっぺい
しっぺいは、静岡県磐田市の霊犬伝説「悉平太郎」をイメージしたPRマスコットキャラクターである。

## プロフィール
- 性別 - 男の子(犬)
- 誕生日 - 1月20日
- 趣味 - 町めぐり・スポーツ観戦
- 好きなもの - メロン
- 特徴 - 食いしん坊
- 仕事 - 磐田市のPR
- 性格 - 賢くて優しいキャラクター

## 概要
磐田市内の矢奈比売神社（見付天神）にも伝わる民話「しっぺい太郎」をモチーフにした、赤いふんどしのふくよかな白い犬のキャラクターである。
民話については矢奈比売神社#霊犬悉平太郎伝説および光前寺#早太郎説話を参照。

## キャラクター誕生
磐田市の市制施行7年目に市のイメージキャラクターとしてきぐるみに出来るデザインを公募、1210点の応募作品の中から2011年（平成23年）10月に選考委員会を行い10点を選出、同年12月の市民投票によって選ばれた1点が「しっぺい」。

## 著作権・グッズ
食品、雑貨、ぬいぐるみなど多様なグッズが各業者により製造販売されている。
磐田市イメージキャラクター「しっぺい」の使用は原則すべて有償だが、個人的な利用のほか営利を目的とせず、磐田市の知名度向上に貢献すると判断された場合は使用料を免除することができる。

## 主題歌
「ぺぺぺい！ぺぺぺい！うれしっぺい！」
作詞：べんぴねこ

## 野立て広告
しっぺいをモチーフにした野立て広告が、東海道本線 御厨 - 袋井駅間の磐田市明ケ島に、設置されている。
同広告は3枚一組であり、それぞれ「いつも応援しているよ」「みんなありがとう」「必ず明日があるからね」という文言と、しっぺいが記載されている。大きさは縦3.8 × 横10m であり、東海道新幹線車内の山側窓からも確認できる。